# Curetis basilana
Curetis basilana är en fjärilsart som beskrevs av Hans Fruhstorfer 1910. Curetis basilana ingår i släktet Curetis och familjen juvelvingar. Inga underarter finns listade i Catalogue of Life.